# Paquetización de productos
En la mercadotecnia, la paquetización de productos es una estrategia de venta en donde se ofrecen diversos productos en conjunto comercializado como un único producto. Es una práctica común dentro de varios mercados imperfectamente competitivos, como las áreas de las telecomunicaciones, los servicios financieros, la asistencia médica, e información. Por ejemplo, en el área informática, un paquete de software podría contener un procesador de texto, una hoja de cálculo y un programa de presentación lanzado al mercado dentro de un paquete de oficina. La industria de la televisión por suscripción usualmente agrupa diversos canales en numerosos bloques para ofrecerlos como ofertas de pago adicional. Las empresas involucradas en el ámbito de la comida rápida combinan diferentes tipos de alimentos para formar un platillo de valor. Esta combinación de productos podría ser nombrado como una oferta de paquetes, una compilación o una antología.
La mayoría de marcas son compañías multi-productos que tomaron una decisión sobre la venta de productos o servicios por separado con precios individuales, u ofrecer combinaciones de productos categorizados como "paquetes" en donde se consulta por un "precio de paquete". La paquetización de precios juega un rol cada vez más importante en diversas ramas de la industria, como la banca, seguros, software, o la industria automovilística. Incluso, algunas empresas ya han diseñado sus propias estrategias de negocios enfocadas en este tipo de ofertas. En su valorización, las firmas venden un paquete o un conjunto de bienes o servicios a un precio más barato, en vez de cobrar al cliente por la compra de todos esos productos por separado. La adopción de una valorización de paquetes permite al empresario incrementar sus ganancias dando a sus clientes un descuento.

## Fundamentos
La paquetización suele ser exitosa cuando:
- Existen economías de escala en producción.
- Existen economías de gama en la distribución.
- El coste marginal de la paquetización es barato.
- Los costes de producción ya establecidos son altos.
- Los costes de adquisición del cliente son altos.
- Los consumidores aprecian la simplificación resultante de la decisión de compra y se benefician de la actuación conjunta del producto combinado.
- Los consumidores poseen una demanda heterogénea, por lo que tales demandas para las diferentes partes del producto empaquetado son inversamente correlacionadas. Por ejemplo, se asume que el cliente A estima el precio de un procesador de textos a US$100 y un programa de presentación a US$60, mientras que el consumidor B valoriza el precio del procesador de textos a US$60 y el del programa de presentación a US$100. El vendedor puede generar una ganancia máxima de tan solo US$240 por establecer los precios de los dos productos a US$60, situación en donde ambos consumidores adquirirían los dos productos. Si el vendedor incrementa los precios por encima de los US$60 en uno de los dos productos, uno de los dos compradores rechazaría la oferta; por lo tanto la ganancia no podría ser incrementada sin la paquetización. Con esta técnica, el vendedor puede generar una ganancia de US$360 por ofrecer una combinación de productos y venderla a US$160.

Esta práctica está recomendada para implementarse en productos de gran volumen y de alto margen. Un estudio realizado por Yannis Bakos y Erik Brynjolfsson demostró que la combinación de productos en uno solo, era oportuno en bienes informáticos digitales, con mínimo o nulo coste marginal, y posibilitaría el lanzamiento de un paquete con una menor cantidad de productos para dar paso a colecciones de mayor calidad en el mercado.
Venkatesh y Mahajan analizaron las investigaciones hechas sobre el diseño de éstas ofertas y sus valorizaciones en 2009.

## Tipos de paquetización
- Paquetización pura: ocurre cuando un cliente solamente puede elegir entre la compra del producto empaquetado o no comprarlo.
  - Paquetización conjunta: situación en la que dos productos son lanzados al mercado con un precio en conjunto.
  - Paquetización líder: caso en donde un producto estrella obtiene un descuento si es adquirido junto a otro producto secundario.
    - Paquetización semi-líder: una variante de la paquetización líder en donde se ofrece la posibilidad, por parte de la empresa productora, de adquirir el producto estrella sin la necesidad de adquirir el producto secundario.
- Paquetización mixta: sucede cuando los clientes poseen la opción de comprar la agrupación de productos por entero, o también pueden comprar una de las partes.

La paquetización en la economía política es una variación del concepto original la cual establece que el producto es el candidato político en unas elecciones, quien ofrece un conjunto de cualidades e ideas a sus votantes.

## Paquetización informática
En la industria de la informática, el software compilado es una variante de la paquetización de productos acerca de la distribución agrupada de productos de computación, como hardware o software. La venta de programas preinstalados dentro de una computadora nueva es considerada un tipo de compilación de software. 
Durante la aparición de las microcomputadoras, las empresas que vendían sus productos diversificaban sus métodos de oferta. En 1984, la revista Byte opinó sobre «la enorme venta y el gran poder de negociación de Kaypro» al mencionar el acompañamiento de WordStar y Perfect Writer junto a la compra de una Kaypro 10, además de la adición de «dos correctores ortográficos, dos hojas de cálculo, dos programas de comunicaciones y tres versiones de BASIC». En contraste con Kaypro, Compaq decidió no compilar software al lanzar sus productos al mercado, esclareciendo que «se les limita a los distribuidores de realmente poder comercializar cuando se compila software [...] ¿Por qué deberían restringirles [a los usuarios] de usar un programa que viene junto a hardware recién comprado? Pienso que esto podría bajar las ventas a largo plazo». La inclusión de MacWrite dentro de las primeras computadoras Macintosh desalentó a los desarrolladores de crear nuevos programas de procesamiento de texto para el sistema.

## La paquetización, el poder de mercado y la competitividad
En industrias oligopólicas y monopólicas, la agrupación de productos para su posterior venta es vista como un uso injusto del poder de mercado debido a que limita las alternativas disponibles al cliente. Estos casos son llamados comúnmente ataduras de productos.
Algunos tipos de compilación de productos han sido objetos de procesos judiciales por su abuso con respecto a la cuota de mercado.

### Caso Estados Unidos contra Microsoft
El Departamento de Justicia de los Estados Unidos, junto con otros 22 Estados de la Unión, demandaron a Microsoft Corporation el 18 de mayo de 1998 en conformidad con las secciones uno y dos de la Ley Sherman Antitrust de 1890. Los demandantes acusaron a Microsoft de monopolizar el mercado de las computadoras personales basadas en el procesador Intel bajo la administración de las ventas de sistemas operativos y navegadores web. El tema principal del caso era si a Microsoft le estaba permitido integrar Internet Explorer, su software estrella de navegación web, dentro de su sistema operativo Microsoft Windows. Al ser integrados estos dos productos, se presumía que tal paquetización fue la responsable de la victoria de Microsoft en la guerra de navegadores ya que cada usuario de Windows tenía preinstalado Internet Explorer.